# Hana Bobková
Hana Bobková (Praga, Checoslovaquia, 19 de febrero de 1929 - 1 de julio de 2017) fue una gimnasta artística checoslovaca, medallista olímpica de bronce en Helsinki 1952 en el concurso por equipos.

## Carrera deportiva
En las Olimpiadas de Helsinki 1952 logra el bronce junto con su equipo, quedando en el podio tras las soviéticas (oro) y húngaras (plata), y siendo sus compañeras de equipo: Alena Chadimová, Jana Rabasová, Alena Reichová, Matylda Šínová, Božena Srncová, Věra Vančurová y Eva Věchtová.